# Ténye
Ténye (horvátul: Tenja) falu Horvátországban, Eszék-Baranya megyében. Közigazgatásilag Eszékhez tartozik.

## Fekvése
Eszék központjától 7 km-re délkeletre, a Szlavóniai-síkság szélén fekszik. A falu régi része (Stara Tenja) mintegy 6 km-re fekszik Eszék utolsó házaitól. A modern időkben azonban a falu gyakorlatilag elővárosi településsé vált, különösen a falu új, eszéki út menti részének, Újtényének (Nova Tenja) a fejlesztésével, valamint Eszék terjeszkedésével Ténye irányába. Ez a terület mindig is ismert volt a jó vadászterületeiről. Ilyen a Tényétől nyugatra fekvő Rosinjač sűrű tölgyerdeje, valamint a falu déli végénél található Betin dvor liget, ahol a helyi vadászok fácánokra vadásznak.

## Története
A település első írásos említései az 1332 és 1335 között kelt pápai tizedjegyzékben „Chehne”, „Thehene”, „Thehne”, „Tenha” írásváltozatokban történtek. 1433-ban „Thehnye”, „Tehyne”, néven említik. A Kórógyiak voltak az urai. 1498-ban Szapolyai János szepesi gróf levelében „Thehnye” alakban találjuk. A falu neve magyar eredetű: a magyar „tehén” főnév régies „teheny” alakjából származik, valaha ugyanis erre marhacsordákat őriztek. Eszék határában is található Kravice nevű terület. Lehetséges, hogy a magyar nevet a horvátok egyszerűen lefordították a saját nyelvükre és így nevezték el a környéken legelésző hatalmas tehéncsordákról. A török 1526-ban a mohácsi csata előtt szállta meg és valószínűleg teljesen elpusztította. Az 1579-es török defterben 7 házzal említik a Pozsegai szandzsák részeként. Mind a 7 házban muzulmánok laktak, keresztény lakosság tehát nem élt a településen.
Ténye a térség többi településével együtt 1687-ben szabadult fel a török uralom alól. Ezt követően a Drina és a Neretva mellékéről mintegy 30 pravoszláv szerb család és néhány katolikus telepedett le itt. 1698-ban „Teinia” néven 43 portával szerepel a szlavóniai települések kamarai összeírásában. Előbb kamarai birtok volt, majd 1746-ban Erdődi Pálffy Rezső gróf kapta királyi adományként. Tőle vásárolta meg 1778-ban Adamovich Kapisztrán János báró, Verőce megye alispánja. Halála után 1804-ben a birtokot fia, a család tényei ágának alapítója Adamovich Antal örökölte. Lakossága a 17. század vége óta tisztán szerb volt. A 18. és 19. század folyamán az osztrák birodalom más népei, különösen a németek és kisebb számban magyarok és horvátok telepedtek be a faluba. A 19. század második felében Drávaszarvas községhez tartozott, majd 1889-ben a közigazgatás átszervezésével önálló község lett.
A pravoszláv hívek már 1761-ben megalapították saját parókiájukat, anyakönyveiket 1761-től vezették. Templomukat Szent Miklós tiszteletére szentelték. A katolikusok lelki gondozását az eszéki ferences atyák látták el. 1754-ben felépítették Szent Anna kápolnájukat, mely az eszéki alsóvárosi plébánia filiája volt. A katolikus plébániát csak jóval később, 1975-ben alapították.
Az első katonai felmérés térképén „Tenye” néven található. Lipszky János 1808-ban Budán kiadott repertóriumában oppidumként „Tenye” néven szerepel. Nagy Lajos 1829-ben kiadott művében „Tenya” néven 382 házzal, 420 katolikus, 2016 ortodox és 14 ókatolikus vallású lakossal találjuk.
1857-ben 2668, 1910-ben 3605 lakosa volt. Verőce vármegye Eszéki járásához tartozott. Az 1910-es népszámlálás adatai szerint lakosságának 62%-a szerb, 21%-a német, 13%-a horvát, 3%-a magyar anyanyelvű volt. A település az első világháború után az új szerb-horvát-szlovén állam, majd később (1929-ben) Jugoszlávia része lett. Az első világháborút követő agrárreform során a korábbi nagybirtok felosztásával létrejött telkeken sok, a háborút megjárt szerb önkéntes telepedett le. A második világháború végén a német lakosság nagy része elmenekült a partizánok elől. Az itt maradtakat a kommunista hatóságok kollektív háborús bűnösökké nyilvánították, minden vagyonuktól megfosztották és munkatáborba zárták.

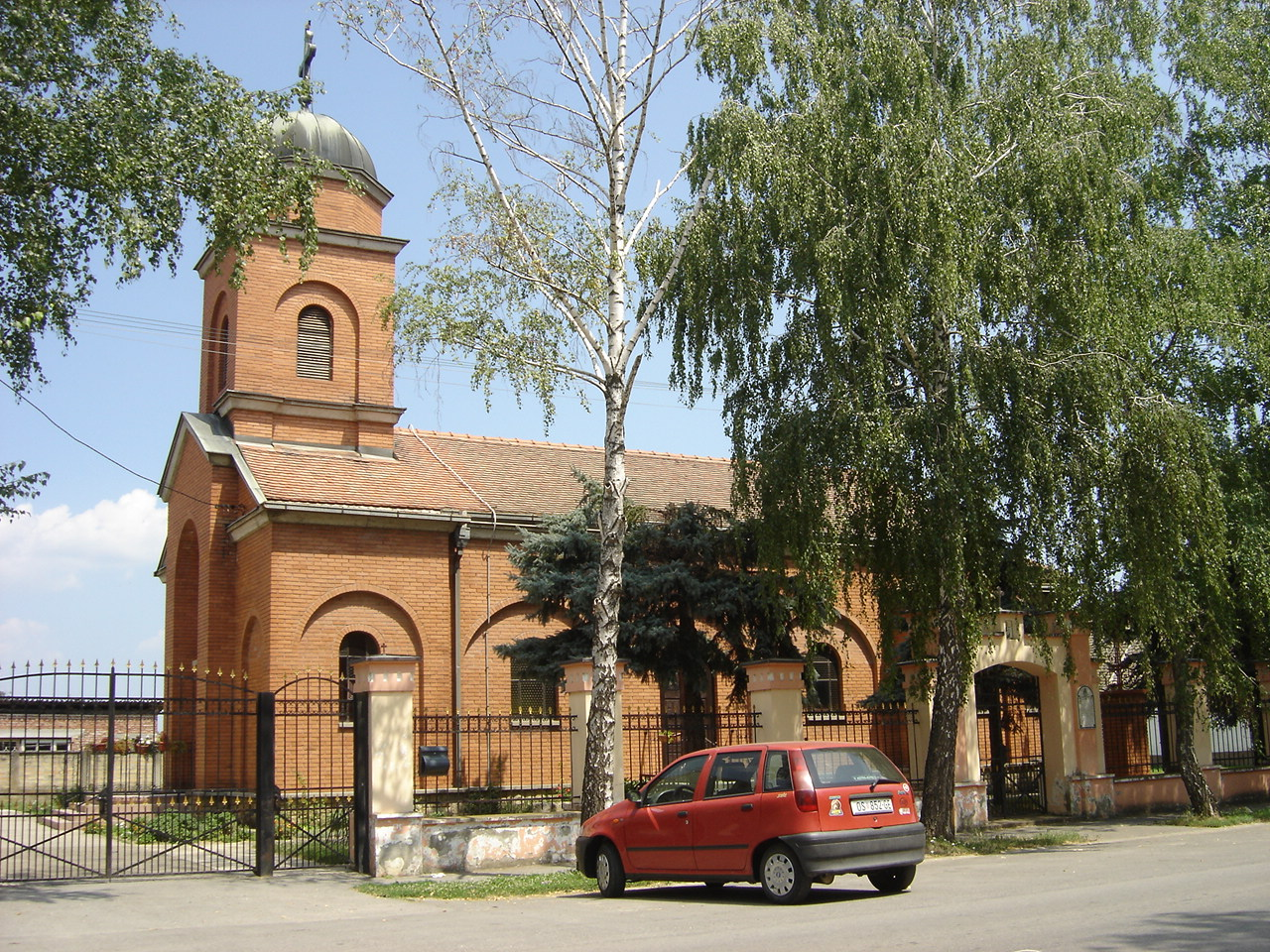
A Szent Miklós pravoszláv templom

A második világháború után Boszniából, a horvát Bánságból, Likából, a Kordun területéről és az ország más részeiről újabb telepesek érkeztek a helyükre. A falu mind népességszámban, mind területben növekedett. Az 1991-es népszámlálás adatai szerint lakosságának 55%-a szerb, 37%-a horvát, 4%-a jugoszláv nemzetiségű volt. A délszláv háború idején Ténye déli részén működött az Eszéket támadó szerb erők egyik támaszpontja. A falu fennmaradó, többségben horvátok lakta részét 1991. december 6-án foglalták el a szerb csapatok. A horvát hadsereg 1995-ben foglalta vissza a falut. A szerbek többsége a Vajdaságba menekült. 2001-ben már a népesség kétharmada horvát volt és csak egyharmada volt szerb. A térség békés reintegrációja során Ténye is fokozatosan visszatért a Horvát Köztársaság alkotmányos és jogrendjébe. A településnek 2011-ben 7356 lakosa volt. 2015. szeptember 15-én avatták fel a Tényétől délre fekvő Betin dvornál a szerb agresszió áldozatainak, 12 horvát védőnek és polgári személynek az emlékművét.

## Lakossága
| Lakosság változása | Lakosság változása | Lakosság változása | Lakosság változása | Lakosság változása | Lakosság változása | Lakosság változása | Lakosság változása | Lakosság változása | Lakosság változása | Lakosság változása | Lakosság változása | Lakosság változása | Lakosság változása | Lakosság változása | Lakosság változása |
| ------------------ | ------------------ | ------------------ | ------------------ | ------------------ | ------------------ | ------------------ | ------------------ | ------------------ | ------------------ | ------------------ | ------------------ | ------------------ | ------------------ | ------------------ | ------------------ |
| 1857               | 1869               | 1880               | 1890               | 1900               | 1910               | 1921               | 1931               | 1948               | 1953               | 1961               | 1971               | 1981               | 1991               | 2001               | 2011               |
| 2.668              | 3.038              | 2.875              | 3.314              | 3.526              | 3.605              | 3.653              | 4.120              | 3.875              | 3.905              | 4.578              | 5.299              | 6.515              | 7.663              | 6.747              | 7.376              |

## Gazdaság
A helyi gazdasági alapja a mezőgazdaság, az állattenyésztés, a méhészet, a vas- és színesfémkohászat, a fémszerkezetek gyártása, a ruhakonfekció, a kereskedelem és a kézművesség. 2011-ben a település északi bejáratánál megnyitották a település gazdasági övezetét. Az infrastruktúra kiépítésében a fő befektetők Eszék városa, a Horvát Köztársaság kormánya, Eszék-Baranya megye önkormányzata és a HEP Gas vállalat. A zóna termelési, üzleti és vendéglátó-turisztikai célokat szolgál.

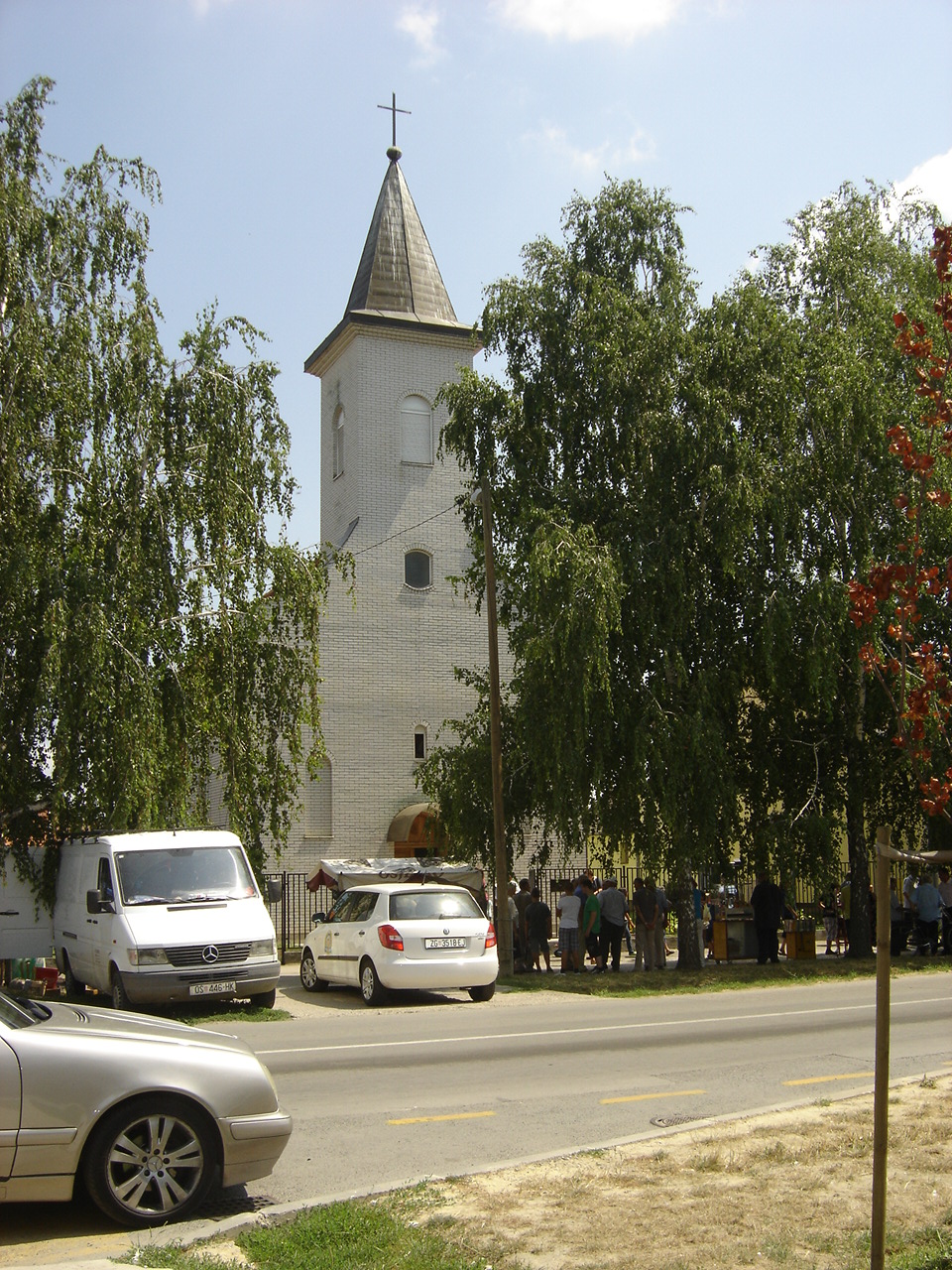
A Szent Anna templom

## Nevezetességei
- Az Adamovich-kastélyt[9] a 18. század végén építtette Adamovich Kapisztrán János báró, Verőce megye alispánja barokk-klasszicista stílusban. Az Adamovich család tulajdonában volt a 19. század végéig, amikor a Bartolović család tulajdonába került. 1928-tól napjainkig a kastélyt iskolaként használták. A második világháború alatt egy ideig táborként működött. Egyemeletes épület, mely eredetileg L-alaprajzú volt 48 méter hosszú épületszárnyakkal. Az 1863-as kataszteri térkép is így ábrázolja. A délkeleti szárny nagy részét később lebontották, így a kastély alapvetően téglalap alaprajzú lett, nagyon kicsi délkeleti szárnyal. A főhomlokzat két, sekély, háromszög alakú oromzatban végződő rizalittal északi oldalra, a park felé néz. A kastély régi festményeken és fényképeken való megjelenése különbözik a jelenlegi állapottól. Ez a homlokzat időközbeni átépítésére és a kastély átalakítására utal, amely valószínűleg 1928-ban az iskolai átalakítás során zajlott. Egykor az emeleten 13 ablaka volt (három a rizaliton), ma pedig 17 (a rizaliton öt). A kastélyt az 1970-es években újították fel. A parkot a 19. század végén alakították ki. A 20. század második évtizedéből származó fényképeken virággal és bokrokkal sűrűn beültetett, díszes parkként látható. A kastély földszintjét kúszónövények borították. A parkot tó és két istenszobor, Danuviusé és Dravusé díszítette, melyeket Adamovich báró hozatott ide. A 2,9 hektáros park 1973 óta védett terület.
- Szent Anna tiszteletére szentelt római katolikus temploma 1904 és 1905 között épült az 1754-ben épített régi fatemplom helyett. A délszláv háború idején a szerbek aknákkal lőtték, majd felgyújtották. A háború után újjáépítették.
- Szent Miklós tiszteletére szentelt pravoszláv temploma 1761-ben épült az 1700 körül fagerendákból épített régebbi templom helyén barokk stílusban. Ezt a templomot 1941-ben az usztasák lerombolták. Utána sokáig egy kis ideiglenes kápolnában tartották az istentiszteleteket. Az 1970-es években felépítették az új Szent Miklós templomot, de a délszláv háborúban ez is súlyosan megsérült. A háború után újjáépítették.
- Az Eszék–Ténye út mellett 1942-ben zsidó koncentrációs tábort hoztak létre, ahonnan Jasenovacra és Auschwitzra szállították a foglyokat a haláltáborokba. A tábor fából készült laktanyaépületek sorozatából állt, amelyeket később lebontottak. A tábor helyén szerény emlékművet[10] állítottak fel, amelyet a délszláv háború után restauráltak.

## Kultúra
- A KUD „Josip Šošić” kulturális és művészeti egyesületet 2002-ben alapították a horvát kulturális örökség és a szlavón népi hagyományok őrzésére. Az egyesületnél egy műhelyt alakítottak ki a hagyományos ruhák készítésére, ahol minden érdeklődő megtanulhatja, hogyan készíthető aranyhímzés, csipkeverés, hímzés és hogyan lehet felújítani és karbantartani a népviseleteket. Az egyesület minden februárban megszervezi a „Pokladno jahanje” (farsangi lovaglás) fesztivált, valamint 2004-től szeptember minden első hétvégéjén a „Slavonijo u jesen si zlatna” folklórfesztivált.
- A KUD „Sveti Sava” kulturális és művészeti egyesületet 2007-ben alapították a szerb hagyományok és népszokások ápolására.
- 2013-ban megnyílt a településen a Horvát ház.

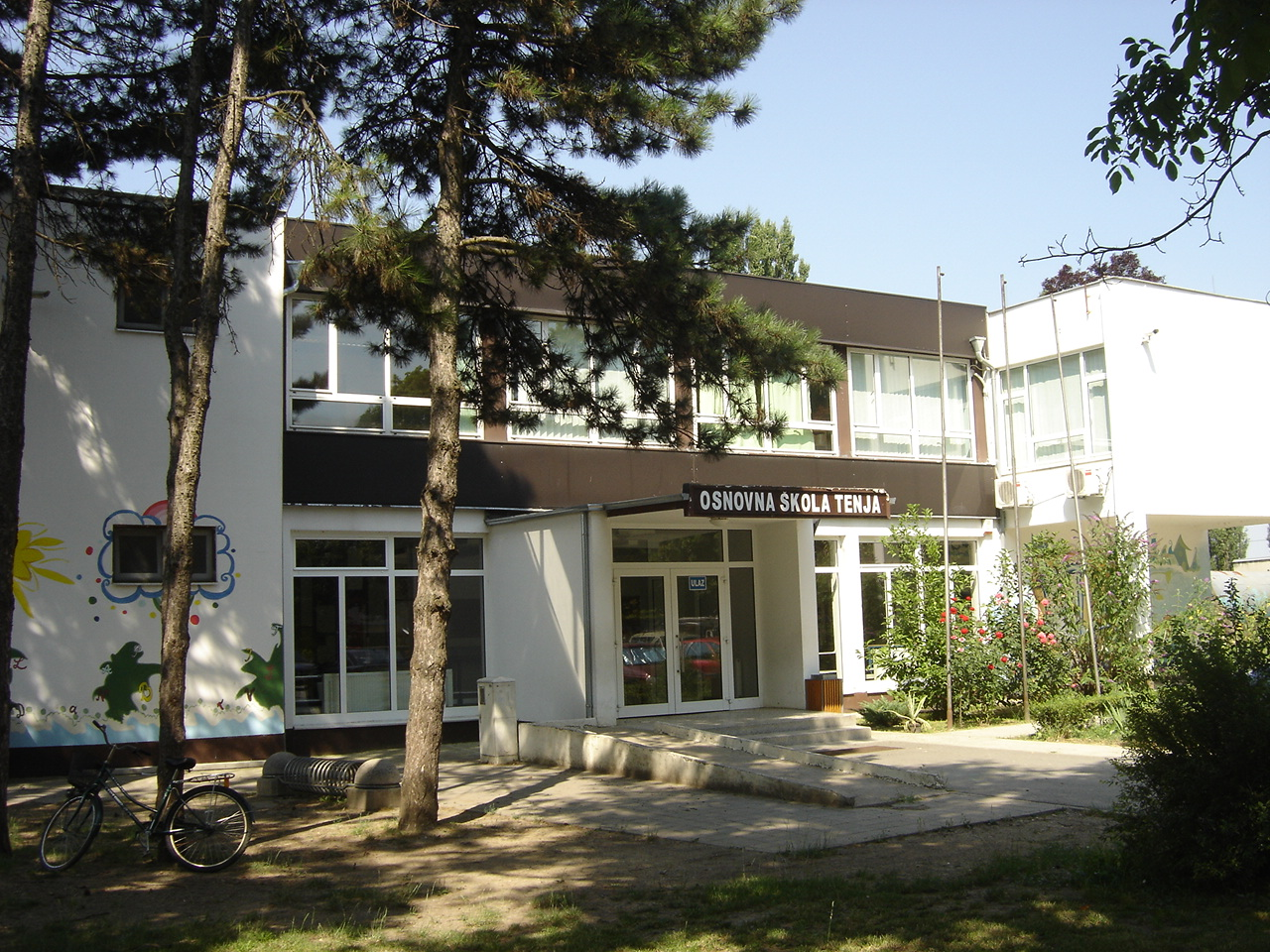
Az általános iskola épülete

## Oktatás
- A falu első iskoláját a 19. század közepén említik először. 1880-ig egyházi iskolaként működött. A jelenlegi helyén az iskola 1928 óta működik. A 20. század második felére a népesség növekedése miatt az épület már kicsinek bizonyult, ezért az új iskolaépület felépítéséig az Adamović kastélyban működött, amely 1969 óta jogilag védett műemlék. Az új iskolaépület 1972-re épült fel 8 osztályteremmel és egy tornateremmel. A tanulók száma folyamatosan növekedett és 1991-ben a délszlávháború megkezdése előtt már több mint ezer tanulója volt. A háború alatt a lakóhelyüket elhagyni kényszerült tanulók különböző horvátországi és külföldi általános iskolákba jártak. A falu általános iskolája ma a volt Adamovich-kastélyban és az új iskolaépületben működik.
- "Vrapčić" óvoda
- "Regoč" óvoda

## Sport
- BK Tenja bocsaklub
- NK Slavonac Tenja labdarúgóklub
- MNK Barice Tenja kispályás labdarúgóklub
- RK Tenja kézilabdaklub
- KK Olimp Tenja kosárlabdaklub
- Karate Klub Tenja
- Minden június végén a faluban kispályás labdarúgótornát rendeznek

## Egyesületek
- DVD Tenja önkéntes tűzoltó egyesület
- LD „Sokol” vadásztársaság